# Matjaž Ambrožič (novinar)
Matjaž Ambrožič, slovenski novinar, bloger, glasbeni urednik in glasbeni kritik, * 1969
Je glasbeni urednik na Valu 202. Bil je londonski dopisnik za RTV Slovenija. Kot novinar je spremljal tudi tekme Premier lige. O njej objavlja zapise na angleskaliga.com. Za rtvslo.si je pisal kritike glasbenih albumov, ki jih zdaj objavlja na 24ur.com.
Imel je svoj blog na am-bro.co.uk in ambrozi2.blog.siol.net, zdaj pa na ambrofuzbal.co.uk.

### Zasebno
Odraščal je na Viču v bloku. Obiskoval je srednjo naravoslovno šolo (danes Gimnazija Bežigrad) in diplomiral na Fakulteti za družbene vede v Ljubljani.
Od leta 2015 je poročen z Niko Ambrožič Urbas. Po nekaj letih sta se iz Londona vrnila v Slovenijo. Je oboževalec nogometnega kluba Chelsea.